# بهمن کاظمی
بهمن کاظمی (زادهٔ ۱۳۴۵) موسیقی‌شناس اقوام و ملل، پژوهشگر موسیقی و نویسندهٔ اهل ایران است.

## زندگی هنری
بهمن کاظمی در سال ۱۳۴۵ در کرمانشاه متولد شد. از کودکی به آثار موسیقی دوران قاجار گرایش پیدا کرد. در ۱۲ سالگی مقدمات الکترونیک و فیزیک اصوات را آموخت و پس از سفرهایی به تفلیس، هند و لندن بخشی از صفحات نایاب موسیقی سده پیشین را گردآوری و به ایران بازگرداند. وی در زمینه ادبیات از «بهزاد کرمانشاهی» و «وفای کرمانشاهی» بهره برد. از استادان موسیقی او می‌توان به «حسن شیری»، «رحمت‌الله مرآتی»، «نعمت‌الله معتمدی»، «حشمت الله مسنن»، «محمود تاجبخش»، «علی البرزی» و «ابراهیم سپهری» اشاره نمود. در این میان «میرعلی مکرمی» از معاصرین اقبال آذر روایتی متفاوت از روایت‌های رایج موسیقی ردیفی ایران را در اختیار وی نهاد، او همچنین از «صدیف رامبد» و «حاتم عسگری فراهانی» بهره بسیار برده‌است.
او از سال ۱۳۷۵ به صورت متمرکز به عنوان پژوهشگر مستقل و با هزینه‌های شخصی به‌طور مستقل به فعالیت‌های پژوهشی در زمینه موسیقی اقوام ایرانی پرداخت. حاصل پژوهش‌های وی بیش از ۱۰۰۰ ساعت ضبط تصویری و ۴۰۰۰۰ قطعه عکس از زندگی موسیقایی اقوام ایرانی است. او علاوه بر پژوهش در جغرافیای سیاسی ایران، موسیقی ایرانی را در حوزه وسیع تری تحت عنوان جغرافیای فرهنگی مورد مطالعه قرار داد و در این زمینه پژوهش‌هایی میدانی در کشورهای آذربایجان، ترکمنستان، تاجیکستان، ارمنستان، گرجستان، عراق، افغانستان، پاکستان، چین، هند و مالزی انجام داده‌است. برخی کارشناسان پژوهش‌ها و کتاب‌های بهمن کاظمی را در حوزه پژوهش موسیقی، اتفاقی جدید در پژوهش فرهنگی ذکر کرده‌اند.
وی فارغ‌التحصیل کارشناسی و کارشناسی ارشد علوم سیاسی و دکتری در رشته سیاست و حکومت از دانشگاه UMP مالزی است.

## نظریه تقسیمات قومی ایران
بهمن کاظمی در سال ۱۳۷۹ بر اساس نظریه‌ها و مطالعات قومی ـ فرهنگی، پارادایم تقسیمات قومی ایران را مطرح کرد که برای اولین بار کشور ایران را به صورت کشوری ۸ قومیتی (فارس، ترکمن، بلوچ، تالش، لر، آذری، عرب و کرد) شناسایی کرد. کتاب هویت ملی در ترانه‌های اقوام ایرانی که در سال ۱۳۷۹ توسط مؤسسه مطالعات ملی انتشار یافته به طرح این نظریه پرداخته‌است.

## فعالیت‌های هنری و اجرایی
از جمله فعالیت‌های هنری و اجرایی بهمن کاظمی به این موارد می‌توان اشاره نمود:
- عضویت در شورای پژوهش موسیقی صدا و سیما،[۴]
- تدریس در دانشکده هنر و معماری دانشگاه آزاد اسلامی،[۴]
- ریاست کمیته موسیقی نواحی فرهنگستان هنر٬[۴]
- دبیری جشنواره موسیقی نواحی ایران،[۵]
- برگزاری نمایشگاه‌های متعدد عکس، اتنوگرافی از زندگی موسیقایی اقوام و ملل از جمله دهمین جشنواره موسیقی نواحی[۶]
- معاون پژوهشی فرهنگستان هنر ۱۳۹۲
- خوانندگی در آلبوم «یاران همدم» همراه گروه «سمن بویان» ۱۳۷۳
- آهنگسازی سرود معروف «ایران مهد عشق» با اجرای ارکستر رادیو تلویزیون
- نوازندگی سه تار در آلبوم موسیقی «ردیف آوازی، دستگاه شور» اثر «حاتم عسگری فراهانی» ۱۳۹۳ و آلبوم‌های موسیقی «ردیف آوازی دستگاه چهارگاه» و «مثنوی خوانی» همراه با روایت «حاتم عسگری فراهانی» ۱۳۹۴
- طراحی نرم‌افزار «هفت گنج» (آشنایی با اوزان شعری هفت دستگاه موسیقی ایران) ۱۳۹۵[۷]
- خوانندگی و آهنگسازی آلبوم موسیقی «مدار تکرار» با تنظیم «صادق نوری» ۱۳۹۶[۸]
- فعالیت در بخش موسیقی فیلم «بازمانده ای از ماگادان» ساخته عارف محمدی ۲۰۱۲
- فعالیت در بخش پژوهش مستند سینمایی «صدای خدا» ساخته عارف محمدی (۲۰۱۸) و حضور در در طول فیلم به عنوان موسیقی‌دان و پژوهشگر موسیقی اقوام

## جوایز
- مقاله برتر سازمان یونیسف در مورد حقوق کودکان، ۱۳۷۶[۴]
- پژوهشگر نمونه سازمان صداوسیما، ۱۳۸۲[۴]
- کسب عنوان پژوهش و تألیف برتر در دوازدهمین جشن خانه موسیقی ایران برای «شناخت موسیقی و فرهنگ اقوام» ۱۳۹۰[۱۹]
- تندیس و لوح تقدیر هشتمین جشنواره موسیقی نواحی ۱۳۹۲[۲۰]